# The Last Blade 2
The Last Blade 2 é um Jogo eletrônico de luta desenvolvido pela SNK para arcades em 1998, ambientado no período da história do Japão conhecido como Bakumatsu, servindo como sequência direta para o jogo The Last Blade. O jogo foi posteriormente relançado em diversas plataformas caseiras como Neo Geo AES, Neo Geo CD, Dreamcast, PlayStation 2 e Wii. Em 2016, foi lançado para Playstation 4 e Playstation Vita com modos de jogo online, incluindo também funções cross buy, cross save e cross play.

## História
Kaede consegue finalmente derrotar Shinnosuke, porém os portões do inferno não se fecham. Seis meses depois, Okina avisa que é necessario encontrar uma moça que tenha o poder de selar o mal. Kaede e Yuki partem viagem à procura desta até que, eventualmente, ambos descobrem que a própria moça capaz desta tarefa seria Yuki. Com isso, Kaede se entristece por ter que deixar Yuki correr perigo e pelo fato de ter que lutar contra o seu próprio pai, Kouryu.

## Relançamentos
Assim como seu predecessor, The Last Blade, lançado em 1997, The Last Blade 2 foi lançado originalmente para arcade, à época para o Neo Geo MVS da SNK, chegando ao Japão e à América do Norte em 1998. Em janeiro do ano seguinte o jogo foi lançado para a versão caseira do Neo Geo e, um mês depois, para Neo Geo CD com alguns elementos extras como um modo galeria de imagens e cenas com vozes.
Em 2001 os EUA receberam uma versão para Dreamcast, chamada The Last Blade 2: Heart of the Samurai, publicada pela Agetec, que veio a incluir a maior parte dos elementos trazidos pela versão Neo Geo CD. Esta versão do jogo foi incluída em coletânea lançada para o PlayStation 2 em 2006.
Em 2012 a D4 Enterprise disponibilizou o jogo para o Wii através do Virtual Console.
Em 2016, The Last Blade 2 foi lançado para Playstation 4 e Playstation Vita pela Code Mystics, com modos de jogo online, troféus da PlayStation Network, bem como cross-save e cross-buy.

## Recepção
The Last Blade 2 foi aclamado por sua qualidade gráfica, tendo sido classificado pelo GamesRadar como um dos 29 jogos obscuros que mereceriam um remake em HD. À época do lançamento para o Dreamcast, críticos da IGN mencionaram a possível falta de interesse em jogos 2D pelo público majoritáiro, e que seus gráficos não eram tão impressionantes se comparados com Guilty Gear ou Capcom vs. SNK 2.
A versão de 2016 lançada para Playstation 4 e Playstation Vita recebeu elogios por ter funções como cross save, cross play e cross buy, porém a existência de bugs e a estabilidade da versão online foram mencionados como pontos a serem melhorados.

## Personagens
- Kaede
- Moriya Minakata
- Yuki
- Genbu no Okina
- Shinnosuke Kagami
- Shigen Naoe
- Keiichiro Washizuka
- Hyo Amano
- Akari Ichijou
- Mokuro
- Juzoh Kanzaki
- Lee Rekka
- Zantetsu
- Akatsuki Musashi
- Hibiki Takane
- Setsuna
- Kojiroh Sanada
- Kouryu